# Thüringenhausen
Thüringenhausen è una frazione della città tedesca di Ebeleben.

## Storia
Il 31 dicembre 2019 il comune di Thüringenhausen venne aggregato alla città di Ebeleben.